# Mölltorp
Mölltorp – miejscowość (tätort) w Szwecji, w regionie administracyjnym (län) Västra Götaland, w gminie Karlsborg.
Według danych Szwedzkiego Urzędu Statystycznego liczba ludności wyniosła: 1047 (31 grudnia 2015), 1071 (31 grudnia 2018) i 1084 (31 grudnia 2019).